# Koani
Koani  este un oraș  în  Tanzania, situat pe insula Zanzibar. Este reședința  regiunii Zanzibar South and Central.